# RM-70

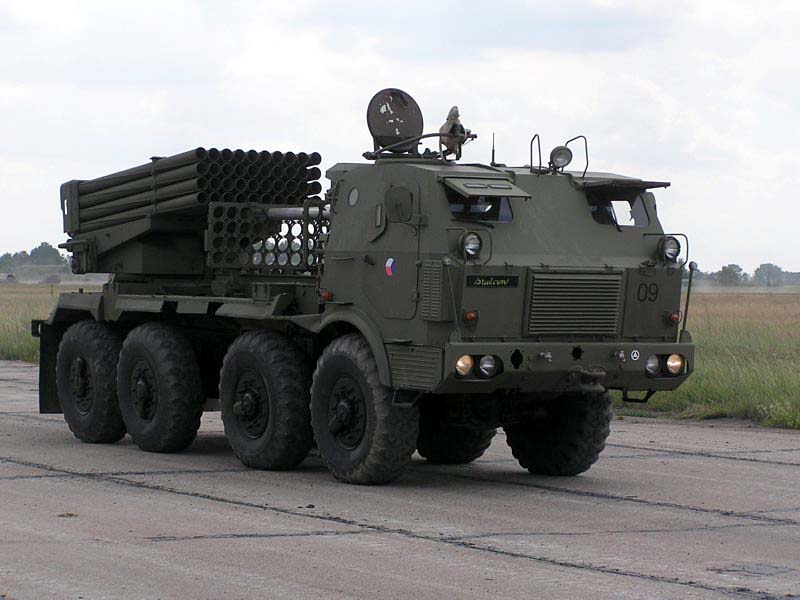
RM-70 (gepanzerte Version)

Der RM-70 ist ein Mehrfachraketenwerfer (bei der Nationalen Volksarmee als Geschoßwerfer bezeichnet), der 1972 von der Tschechoslowakischen Volksarmee und 1974 von der NVA in Dienst gestellt wurde. Er ist eine schwerere tschechoslowakische Variante des sowjetischen Mehrfachraketenwerfers BM-21.
Der RM-70 wurde in der Tschechoslowakei (ČSSR) gefertigt und 1972 in die Bewaffnung eingeführt. Er basiert auf dem Tatra 813 und ist leicht gepanzert. Seit 1973 wurde er auch an die DDR verkauft. Nach Ende der Sowjetunion und der Tschechoslowakei wurde er in verschiedene Länder in Afrika, Europa, Amerika und Asien verkauft. Ca. 5 mm Stahl schützen die Mannschaft vor Splittereinwirkung und leichtem Infanteriebeschuss. Jeder dritte Werfer hatte einen Schiebeschild.
Die Werfereinrichtung gleicht im Wesentlichen dem BM-21, hat 40 Rohre und eine Nachladeeinrichtung, die es ermöglicht, zusätzlich zu den Geschossen im Rohrpaket weitere 40 Raketen mitzuführen. Das Kaliber der Abschussrohre beträgt 122,4 mm, sie sind glatt und haben für den Anfangsdrall und die Führung der Rakete eine Nut eingearbeitet. Verschossen wird der Geschosstyp M210F, dieser wiegt 66,35 kg und hat einen Gefechtskopf mit 20 kg Oktogen. Die Reichweite der Geschosse beträgt bis zu 20.380 m. Man kann die Entfernung mittels Bremsringen beeinflussen: von 1.400 m – großer Bremsring – bis 21.000 m ohne Bremsring. Das Geschoss wird 400 m nach dem Abschuss scharf. Das Abfeuern einer Werfersalve dauert 22 Sekunden. Von einer Werfersalve wird ca. 1 ha Fläche bestrichen.
Die Besatzung, bestehend aus Werferführer, Werferfahrer und Richtkanonier (K1) ist während des Abschusses entweder im Fahrerhaus oder in ausgehobener Deckung hinter dem Werfer (Fernzündung mit Kabeltrommel). Man benötigt 35 Sekunden, um nach Aktivieren der Nachladeeinrichtung eine zweite Salve zu laden. Bei der NVA ergänzten ein, im Mobilmachungsfall zwei Munitionskanoniere (K3 und K4) die Werferbesatzung außerhalb der Feuerstellung. Das Gefechtsgewicht bei voller Beladung beträgt 25.500 kg.
Der RM-70/85, die NVA führte ihn als Geschoßwerfer RM-70M, basiert auf dem Tatra 815, hat dieselben Gefechtsparameter, ist aber nicht gepanzert. Er wurde von 1988 bis 1989 eingeführt und sollte in Etappen den RM-70 in der Bewaffnung der NVA ablösen.

## Kampfeinsätze
Im Russisch-Ukrainischen Krieg wird das Fahrzeug von der ukrainischen Armee eingesetzt. Laut dem Oryx-Blog verlor die Ukraine bis Dezember 2024 mindestens fünf Geschütze.

## Verbreitung
- Angola – 40[2]
- Ecuador – 6[3]
- Finnland – 34[4]
- Georgien – 18[5]
- Griechenland – 111[6]
- Indonesien – 17[7]
- Demokratische Republik Kongo – unbekannte Anzahl[8]
- Nigeria – 7[9]
- Polen – 30[10]
- Ruanda – 5[11]
- Simbabwe – 60[12]
- Slowakei – 30[13]
- Sri Lanka – 22[14]
- Turkmenistan – 6[15]
- Uganda – 6[16]
- Ukraine [17]